# Ponad prawem (film 2010)

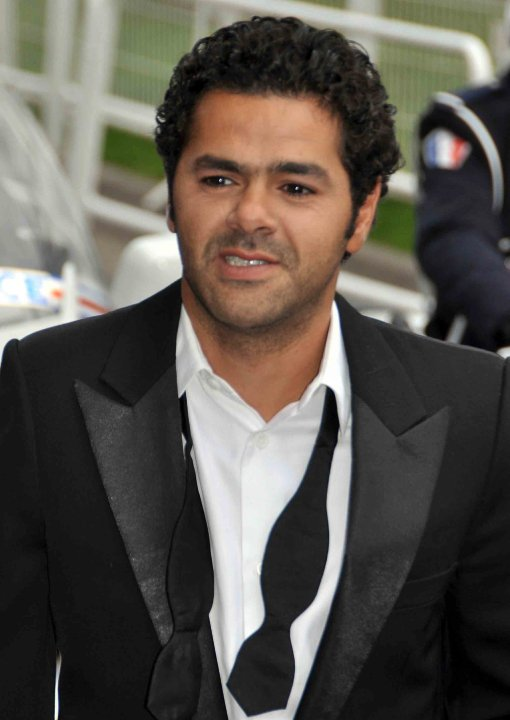
Jamel Debbouze podczas premiery filmu na 63. MFF w Cannes (2010).

Ponad prawem (fr. Hors-la-loi) – algiersko-francusko-belgijsko-włosko-tunezyjski dramat historyczny z 2010 roku w reżyserii i według scenariusza Rachida Bouchareba. Światowa premiera filmu miała miejsce 21 maja 2010 podczas 63. MFF w Cannes, gdzie film był wyświetlany w konkursie głównym.
Obraz został wyselekcjonowany jako oficjalny kandydat Algierii do Oscara dla najlepszego filmu nieanglojęzycznego podczas 83. ceremonii wręczenia Oscarów. 20 stycznia 2010 znalazł się na finalnej skróconej liście filmów ubiegających się o nominację, a 25 stycznia ostatecznie uzyskał nominację.

## Opis fabuły
Akcja filmu umieszczona jest między 1945 a 1962 rokiem i skupia się na życiu trzech algierskich braci we Francji, na tle algierskiego ruchu niepodległościowego i wojny algierskiej. Film jest kontynuacją obserwacji reżysera, od czasu powstania filmu Dni chwały, którego fabuła rozgrywała się w czasie II wojny światowej.

## Obsada
- Jamel Debbouze jako Saïd
- Roschdy Zem jako Messaoud
- Sami Bouajila jako Abdelkader
- Bernard Blancan jako Porucznik Faivre
- Chafia Boudraa jako Matka
- Sabrina Seyvecou jako Hélène
- Assaad Bouab jako Ali
- Thibault De Montalembert jako Morvan
- Samir Guesmi jako Otmani
- Jean Pierre Lorit jako Picot
- Ahmed Benaissa jako Ojciec

i inni

## Nagrody i nominacje
63. Międzynarodowy Festiwal Filmowy w Cannes
- nominacja: Złota Palma − Rachid Bouchareb

83. ceremonia wręczenia Oscarów
- nominacja: najlepszy film nieanglojęzycznego − Rachid Bouchareb (Algieria)

15. ceremonia wręczenia Satelitów
- nominacja: najlepszy film zagraniczny (Algieria)